# 藤岡弘、
藤岡 弘、（ふじおか ひろし、1946年〈昭和21年〉2月19日 - ）は、日本の俳優、タレント、武道家、声優、歌手、探検家、実業家。本名は藤岡 邦弘（ふじおか くにひろ）。旧芸名は藤岡 弘（読み同じ）。
1971年から1973年にかけて放送された特撮テレビドラマ『仮面ライダー』の本郷猛役で主演を務め、一躍人気俳優となる。また、日本人として初めて全米映画俳優組合（SAG、現在のSAG-AFTRA）のメンバーとなったことでも知られる。2002年（平成14年）に川口浩の後任として「藤岡弘、探検シリーズ」が開始されて以降、“藤岡隊長”が愛称になっている。
愛媛県上浮穴郡久万町（現・久万高原町）出身。松山聖陵高等学校卒業。個人事務所である株式会社SANKIワールドワイド所属。

## 略歴
1946年（昭和21年）2月19日、愛媛県警の警察官で全国的にも知られた柔道家、家伝の流派の古武道である「藤岡流」を継承する武道家でもあった父と、茶道や華道、琴の師範だった母との間に生まれる。当時の生家は駐在所で、近所には四国八十八箇所霊場の第四十四番札所である菅生山 大覚院 大寶寺があり、母はよくお遍路さんに「お接待」を施してもてなしていたのが印象的だったとしている。生まれたばかりのころは病弱で、肺炎を患ったときには「もうダメだろう」と医師から告げられる中、「遺影に…」と写真が撮影されたほどだった。この時は母の献身的な看病で一命を取り留めるが、小学校に上がってからも、引っ込み思案で恥ずかしがり屋な線の細い子供だった。6歳のころから病弱を心配した父から武道の手ほどきを受け、肉体と精神の修行・鍛練の中、病弱を克服する。少年時代から滝行も経験している。
小学校時代は、父の仕事の都合で転校が多く、よくいじめの対象にされた。そんなある日、我慢できなくなって相手に反撃し、重傷を負わせる。すぐさま母の知るところとなり、帰宅するなり仏壇の前に連れて行かれ、凄まじい形相で「あなたがこれ以上、人様に迷惑をおかけするんだったら、私があなたの命をいただきます。そして私もあなたの後を追います。それでよろしいですか?」と、母子心中も辞さない覚悟を示され、反省を促された。弁解しようとすると「ならぬものはなりません! 先祖の血を汚してはいけません、ちゃんと先祖に謝りなさい!」と、一切の反論を認めなかった。その迫力に、武道の怖さとともに母の本気を知り、猛省したという。また、父との思い出としては、家の道場の掃除を言いつけられ、窓の桟や畳の縁など「手抜き」をして掃除をさぼると、父はそれを見抜き、その場所を指でなぞるとそれを舐め「馬鹿者! お前は自分の心を掃除しているということを忘れたのか! 掃除というのは己の心を掃除することなのだ。心を清らかに、掃除をしたところを舐めてもいいくらいの掃除をお前はしてるのか」と、よく怒鳴られたと述べている。また「一子相伝」とされる家伝の古武道について、「人に見せるな、教えるな、商いにするな」と、特に厳しく申し渡されていたという。
1957年（昭和32年）、小学校6年の時に父が突如失踪。その日から家族の暮らしは貧しさを極め、3度の食事にも事欠き、学校に給食費すら納められない状況に陥る。藤岡はこのころからアルバイトで生活を支える一方、惨めな生活を誰にも相談できず、後年まで父を許すことができなかったと語っている。
1961年、松山聖陵高等学校に入学。柔道部に在籍して主将を務めた。長身でその容姿・容貌が一際目立つこともあり、よく不良にからまれた。ある日、「5人以上はいた」という不良にからまれ、相手の攻撃は全て見切った上で、かわしたり間合いを外したりしていたが、止まらないために堪忍袋の緒が切れて、集団に1人で反撃する（逃げた者もいたが、全て撃退した）。ただ、武道を通じて我慢することや耐えることが日常だったため「堪忍袋の緒は（人より）長いですよ。物凄く我慢強いですよ」と語っている。
1964年に劇団NLT俳優教室に入所。1965年には松竹映画ニューフェイスとして入社。香山美子と都はるみの主演映画『アンコ椿は恋の花』（監督：桜井秀雄）でデビュー。同年、『若いしぶき』（監督：八木美津雄）で初主演。
1970年、アクションドラマ『ゴールドアイ』（日本テレビ系・東映制作）第12話「密売大組織」（5月1日放送分）より、「藤弘」役としてレギュラー出演。のちに『仮面ライダー』で共演する千葉治郎も同じ回からレギュラー入りしている。
1971年（25歳）、特撮テレビドラマ『仮面ライダー』（毎日放送 - NET系・東映制作）に、主人公・本郷猛 / 仮面ライダー役で出演。最高視聴率30パーセントの大ヒットとなり、一躍人気スター俳優となる。この年、五社協定が事実上の崩壊となり、出演決定を契機に松竹との専属契約を正式に打ち切る。
1972年、NHKドラマ『赤ひげ』のオーディションを受けて合格したが、『仮面ライダー』の制作元である東映・毎日放送には無断でのことだったため、トラブルが発生。『赤ひげ』への出演は見送られることになった。藤岡は一時失踪。このことは『仮面ライダー』の第66 - 68話と劇場版『仮面ライダー対じごく大使』の制作に影響を及ぼしている（詳細は『藤岡弘の失踪と制作中断』を参照）。
同年7月1日、ファンクラブ「藤岡弘友の会」が発足。ひと月で5万人が入会したが、会員は子供がほとんどのため会費を多くとることができず赤字運営となり、スポンサーからの寄付金で賄われた。
1973年、12月29日公開の東宝映画『日本沈没』（監督：森谷司郎）で主演。1974年邦画部門興行収入第1位の大ヒットとなる。
1974年、大河ドラマ『勝海舟』の坂本龍馬役に抜擢。大河ドラマではこの作品を含め8作品に出演している。
1977年（31歳）、4月6日からテレビ朝日系でスタートした東映制作の刑事ドラマ『特捜最前線』に桜井哲男（哲夫）警部（第103話より警部補）役でレギュラー出演。途中、他作品への参加のため、一時降板しているが、その後復帰。10年間に及ぶ人気長寿番組となった今作品の中で、二谷英明、本郷功次郎らとともに「番組の顔」的存在として中枢を支えた。
1984年（38歳）、SFサムライ映画『SFソードキル』（制作国：アメリカ、監督：J・ラリー・キャロル）の主演を務め、国際俳優となる。日本人として初めて全米映画俳優組合へ加入する。この映画を見て感激したオーストラリアの総督（オーストラリアの名目上の元首であるエリザベス女王の代理人）は、後に結婚したばかりの藤岡夫妻に対して、新婚旅行先としてオーストラリアに招待したほどであった。
1986年には東京国際ファンタスティック映画祭でヒーロー賞を受賞。1987年、『白い牙』で共演した俳優・鳥居恵子と結婚（3年3ヵ月後に離婚）。
これと前後して、本人いわく「最も信頼していた者達の裏切り」に遭い、多額の負債を抱える。また、同時期に健康を害したことでしばらく芸能活動を休止し、一時活動が停滞する事態となった。
1992年、統一教会の信者であると報じられたが、関与はないと語った。この件については「俳優以外の活動」を参照。
1997年、家庭用ゲーム機「セガサターン」のテレビCMでイメージ・キャラクター「せがた三四郎」に起用され、CMコピー「セガサターン、シロ!」とともに大人気となる。11月から1年間オンエアーされたこのCMを契機に本格的に芸能活動を再開。『仮面ライダー』のリバイバルブームも追い風となり、藤岡自身の再評価・本格復帰にもつながった。このセガサターンのCMと翌年のオートレースのCMが、ともにCM大賞を受賞している。
1999年、10月からNHK連続テレビ小説『あすか』に竹内結子演じるヒロインの父親役で出演。11月には「天皇陛下御即位十年をお祝いする国民祭典」に招かれている。
2001年11月（55歳）、24歳年下の一般女性と再婚。同年12月には長女・愛理（天翔愛）が誕生している。
2002年、川口浩の後任として、藤岡が2代目隊長に起用された「藤岡弘、探検隊シリーズ」が開始。
2007年8月23日、知人から融資実態がないにもかかわらず、2億円の抵当権を設定され、民事訴訟を起こされる。最高裁の決定により藤岡への4億5000万円の支払い命令が確定する。
2008年、テレビ愛知 - テレビ東京系『トミカヒーロー レスキューフォース』の劇場版『トミカヒーロー レスキューフォース 爆裂MOVIE マッハトレインをレスキューせよ!』（監督：岩本晶、制作：ドッグシュガー、制作・配給：松竹）では、俳優としての古巣である松竹作品で、レスキューフォースR0こと世界消防庁長官・刑部零次役で出演。「37年ぶりに仮面ライダー以外のヒーローに変身する」として話題となった。この役についても、藤岡自身から「謎の男っぽさや過去の出来事をイメージ」して顔や手の傷、衣装、「変身後は（汚しや傷を入れて）少し古いデザインのスーツに変えてもらえないか」などスタッフに役作りのアイデアが出されている。また『レスキューフォース』の続編である『トミカヒーロー レスキューファイアー』（2009年4月 - 2010年3月、テレビ愛知 - テレビ東京系）でも同じ役を演じた。
2014年1月23日、33年ぶりに『徹子の部屋』にゲスト出演。この中で敬愛する母が2013年の春に103歳で他界したことを報告した。下積み時代には自分の着物を質草にし、『SFソードキル』でのハリウッド進出の際には既に高齢だったにもかかわらず自ら現地に足を運ぶなど、明治生まれの気丈さで藤岡をまさに物心両面で支え続けた。亡くなる直前まで意識が鮮明で「子供のことを考えて生きるように」と藤岡を諭した後、眠るように息を引き取ったという。
同年5月13日、自ら企画したフジテレビ系のドキュメンタリー番組『海を越えた侍たち〜藤岡弘、がブラジルで見つけた日本人の心〜』の取材・収録のため訪伯中、過去5回の訪伯でのボランティア支援で日本とブラジルの国際交流に貢献したことや、日系人社会を正しく伝えるための番組作りなどが評価され、ブラジル連邦議会より「感謝表彰」、名誉下院議員より「大十字勲章」が授与された。
2015年、ベストジーニスト2015（協議会選出部門）を受賞。
2020年、長男・藤岡真威人が俳優デビュー。

## 人物
- 自宅地下には自身の主宰する「藤岡道場」を開設しており、現在の門下生は約20名である[要出典]。
- 大好物は自然薯で、特に掘りたてを水で洗い、そのまま食べるのを好んでいる。煮物やホヤの酢の物など和食全般のほか、クリや羊羹などの甘い物も好物。嫌いなものはホワイトアスパラガスで、『とんねるずのみなさんのおかげでした』の「新・食わず嫌い王決定戦」で明らかになった。
- 所持している資格は調理師免許、普通自動車免許、小型船舶操縦士、大型特殊自動車免許、大型自動二輪免許、自家用操縦士免許、スキューバダイビング、無線従事者免許（アマチュア）、鉄砲、パワーボート免許、抜刀道四段、柔道三段、空手初段、小刀護身道四段、居合道初段など[7]。このうち、大型自動二輪については750ccに乗ろうと教習所無しで受けた試験に3回の不合格を経て4回目で合格し、『仮面ライダー』の放送終了後に初めてホンダ・CB750を購入したそうである[20]。この資格の多さは『幸せ!ボンビーガール』に出演した際にも特集された。
- 少年時代にヘビがカエルを飲み込む姿を見て以来、ヘビがトラウマになっているという[6]。
- コーヒーを愛飲しており、1日に5、6杯は飲むという。自ら汲みにいくほどのお気に入りの富士山系の自然水を沸かして「ありがとう」「おいしくなれ」と呟きながら、時間をかけて1滴ずつゆっくりドリップし、抹茶のように茶せんでかき回して十分に空気を含ませてから嗜むという独自の手法が、テレビで紹介されている[21]。これ以外に、エチオピアで知ったという粗挽きしたコーヒー豆を薬缶で煮出すワイルドな飲み方を楽しむこともある[22]。自身のホームページではオーガニックの「藤岡、珈琲」やコーヒーカップなどを自身に関する各種グッズとともに販売している[23]。
- 酒も嗜んでいたが、2013年8月4日に行われた平山亨の「お別れ会」に参列した際、同席した堀田眞三に「期するところがあって酒を辞めました」と明かしたことが伝えられている[24]。
- 英会話を得意としており、アメリカ映画への出演を通じて知り合った映画監督のジェームス・キャメロンとは「キャメロン」「サムライ」と呼び合うほど、親交が深い[注釈 8]。2009年5月に出版された『藤岡弘、の武士道入門』（並木書房）は、著者の小峯隆生が、ある日、来日中だったキャメロンと浅草で蕎麦を食べている際にキャメロンから「明日サムライに会いに行くんだ」と、藤岡を紹介されたことがきっかけで小峯が藤岡に「弟子入り」し、出版に至った書籍である。また、この中で藤岡は元アメリカ陸軍大尉で軍事評論家の飯柴智亮と対談を行っており、その際に飯柴からアフガニスタンの戦場で実際に使用した護身用ナイフを譲られている。
- こうした藤岡のこだわりや暮らしぶりに関して2013年7月3日放送のバラエティ番組『ドラゴンレイディSP』[注釈 9]（フジテレビ）では「自称、現代の侍と豪語する藤岡弘、」と紹介、「藤岡がコーヒー1杯を淹れるのに30分、車移動込みだと合計2時間かかった」と誇張や虚偽、揶揄を加えて事実と異なる内容を放送。「侍」と自ら名乗ったこともなく、コーヒーの時間も大げさで、ロケ場所などは番組側の指定によるものだった[25]。この事実についてフジは8月20日付けの同局の公式サイトで藤岡とその関係者、ならびに視聴者への「訂正とお詫び」のコメントを掲載[26]。所属事務所も公式ブログでこのことに関する公式コメントを発表している[27]。このトラブルをきっかけに、番組は打ち切りとなった。
- 「人間は窮地に追いやられたときに真価を発揮する」という考えを持っており、自身の作品も際どい生死を描いたものを好んで出演した[28]。
- 歴史も好んでおり、坂本龍馬や織田信長など先人が困難をどう克服したかを知ることで、自身でも危険な仕事をやりたいと望むようになった[28]。また、坂本龍馬や織田信長を演じたいと強く願っていると、実際にその役が来たという[28]。
- 映画『ラストサムライ』のオーディションのオファーを引き受けたが、結果としては起用されなかった。
- 藤岡は自身の生き方について、過去を振り返らず失敗しても自身で納得いくまで追求する姿勢であることを述べている。何事に対しても全力で取り組む姿が笑い者にされていることも認識しているが、他者からどう思われるかよりも自身で納得できるかどうかを重視している[29]。信念を貫くことで灰汁の強い役者になったと自認しており、それによりクライアントから敬遠されることもあったと述べている[30]。
- NHK大河ドラマにおいて、織田信長役を二度演じている。1度目は1981年の『おんな太閤記』で、二度目は1989年の『春日局』である。また、2023年の『どうする家康』では、信長の父親・織田信秀役で出演。藤岡は出演決定に合わせて、「かつて大河にて若い頃、二度も演じさせていただいた信長であり、その父親役は感慨深いものがある」「信長を育て上げた父親とはどんな人物か、いろいろ想像すると楽しくなります」とコメントしている[31]。また、同作で信長を演じる岡田准一については「これからの映像界を背負ってかれる楽しみな青年と思っております」と期待を寄せている[31]。

### 芸名に読点（「、」）を付けるまで
1984年（昭和59年）、アメリカ映画『SFソードキル』に出演し、パリ国際ファンタスティック&SF映画祭批評家賞を受賞。日本人として初めて全米映画俳優組合員となった。この出来事がきっかけとなり、「昔の武将は一度"、"を打って決意した。周囲に流されることなく立ち止まり自分を見つめる」という覚悟と、「『我未だ完成せず』との意味を込めて」芸名の最後に“読点”を付けることにした。その一方、「、」には「てんでダメな男」というシャレもかけられているという。

### 俳優以外の活動
27、28歳のころに、空手の先輩がブラジルで空手の指導を行っていた縁で、ブラジルの軍隊で1か月半ほど訓練を受けたことがある。このとき教えられた銃器の扱いは、後に『野獣死すべし』など映画での銃を取り扱うシーンに活かされた。
お笑いコンビ、とんねるずやダウンタウンのバラエティ番組に出演するようになる。とんねるずは、『オールナイトフジ』で藤岡と初共演した際には狂喜乱舞、『とんねるずのみなさんのおかげです』では『仮面ライダー』のパロディ『仮面ノリダー』を演じる。また、『とんねるずの生でダラダラいかせて』では藤岡とカートレース対決を行っている。ダウンタウンは自身の番組『ダウンタウンのごっつええ感じ』の1コーナー「藤岡弘と遊ぼう!」で藤岡と共演。鬼ごっこ、ドッジボール、ハンカチ落としなどの遊びを展開している。
世界各地の紛争地帯や被災地などへの救援ボランティアとしても精力的に活動している。1993年の北海道南西沖地震の際には「映画撮影の際にお世話になったので」と水などの援助物資を持てるだけ持って奥尻島に駆けつけ、当時の新聞もこの行動に「仮面ライダーは実在した」と大きく記事になった。また、2011年（平成23年）の東日本大震災の際にも、被災地へ1トンの米を寄付している。
雑誌、新聞で統一教会との関連性が1990年ごろより報道されるようになる。1992年（平成4年）9月、「東京スポーツ」などで「統一教会の信者」と報じられた。詳細は統一教会の名を隠した自己啓発セミナーの広告塔になっていただけであり、本人は全く関与がなかった。
「梁山泊空手道連盟（代表：富樫宜弘）」を中心に結成された「眞日本武道空手道連盟」・名誉会長に1998年就任。
コーヒー豆などのインターネット販売を行っている（「人物」の項を参照）。

## エピソード

### 上京・デビュー当初
藤岡が上京したときは、養成所に入る予定はあったものの確かな当ては何もなく、泊まる場所もないため上智大学の横の土手で野宿するなどしていた。藤岡は後年のインタビューでこのころを振り返り、たった一人きりで世間と向き合う自身にとっては世間そのものがショッカーのようであったと述べている。
養成所入所後も東京の流れの速さについていくのが精一杯であり、周囲が優秀であったため劣等感を感じていた。
松竹時代は、社風により青春映画のお坊ちゃん役が多く、自身とはかけ離れた役柄に悩んでいた。出演作品には恵まれていたものの、次第に会社から与えられた仕事に甘んじていることや自身の役者としての方向性に疑問を感じるようになり、松竹を離れることを決意した。

### 『仮面ライダー』関連

#### 負傷降板
当初、藤岡は本郷猛役だけでなく仮面ライダーのコスチュームも着用し、スーツアクターを兼任していた。危険度の高いアクションを除き、トランポリンを使用したアクションやオートバイで階段を登るバイクアクションなどもこなしている。藤岡はスーツアクションを行うことは特別なことではなく当然だと思っていたが、その苦労までは想像できておらず、後年のインタビューでは過酷な撮影ゆえに毎日現場へ向かう際に恐怖を感じていたことを明かしている。第1話の撮影では、マスクをつけてのアクションは自身の息で前が見えなくなり、革製のスーツも動きづらかったが、準備に忙しいスタッフに申し出ることはできなかったことを述べている。
こうして撮影に取り組んでいたが、第9話・第10話では下り坂をバイクで走り下りるシーンでコーナーを曲がる際、たまたま工事中だったために砂利が多い場所で、オーバースピードからスリップし、曲がりきれないまま電柱を支えるワイヤーに突っ込む。その際にワイヤーに足が引っかかってワイヤーが跳ね上がり、そのまま反動でバイクとともに飛ばされるというアクシデントに見舞われる。藤岡は路上を2 - 30メートル転がって動けなくなったが、事故直後はまだ意識があり、背中の後ろの方から肩越しに見えていた自分の左脚を元の位置に戻し、靴が脱げていたために親指が動くかを確認し、かすかに動いたことに安心したところで意識を失ったという。容体は全身打撲のうえに左大腿部の骨が粉砕して筋肉に刺さる粉砕骨折の状態で、全治3か月 - 6か月の重傷と診断され、長期休養を余儀なくされる。この事故以降、仮面ライダーシリーズの主演俳優は演出上の一部例外を除いてスーツアクターを兼務することはなくなり、スーツアクターは全面的に大野剣友会やジャパン・アクション・クラブ（JAC、現・JAE）所属のスタントマンが担当するようになった。
救急搬送後、最初に手術を受けた東京都町田市内の病院は骨の接合手術に関して旧態依然とした技術しか持っておらず、藤岡は同じ病院で手術を受けた患者から「大腿部を複雑骨折して同様の手術を受けて1年ほど入院しているが、まだ完治していない」と聞かされ、車椅子生活すら覚悟した。この状況を知った知人の紹介で、東京都渋谷区千駄ヶ谷（当時）の前田外科病院に転院できることとなったが、当初、最初の病院は転院希望を断り、転院が決定した後も「（転院に関して）当院は一切保証しない」と、移動のためのストレッチャーなどを用意することなく黙視し、カルテやレントゲン写真などの必要な情報提供も拒んだ。前田外科病院で行われた再手術では、ベトナム戦争の傷痍軍人のために開発されたという方法が用いられた。それは筋肉に刺さっていた左脚の骨片を丹念に全て拾い集め、大腿骨の骨髄に金属パイプを通してその周りに骨片を細いワイヤーで巻きつけるというものだった。それまで日本ではほとんど実例がなく、当時の最新技術だったこの手術は無事に成功したが、『仮面ライダー』第1話の放送は病室のベッドで観ざるを得なかった。ギプスが外れると、看護師の眼を盗んで筋肉がすっかり委縮して痩せ細った左脚の筋力強化のため、周囲が寝静まった時間帯にトレーニングを始めるが、その過酷さゆえに夜ごと床には汗だまりができたほか、時には発熱したため、日中になると疲れきって寝込むという「戦い」の日々を数か月送る。そんな当時のことを、藤岡は「看護婦さんとかに『この人は寝てばっかりだなぁ』って思われたのではないかなぁ」と振り返っている。藤岡は後年のインタビューで、このときの体を動かせない苦痛やスタッフに多大な迷惑をかけたという想いで気持ちが先走っていたが、長い思索と心身ともに痛みに堪えなければならないという状況で精神的な成長を遂げることができたと述べている。
ドラマ自体は基本的に2話を同時進行で撮影するため、第9・10話の藤岡の出演シーンはほぼ撮り終わっていた、そこで第11話からのドラマ展開を変更し、本郷猛の登場シーンを減らしたうえで、やむを得ない箇所だけをライブフィルムの使用で補うこととした。
放送開始前の大事故で主演俳優の重傷という事態は、番組の存続に関わる一大事であり、通常であれば即刻番組降板も止むなしという状況に、緊急企画会議では毎日放送側から本郷猛を死亡させる案も出たが、東映プロデューサー・平山亨は「子供たちのオールマイティーの夢を壊すことはできない」としてこれに強硬に反対すると、代案として2号ライダー登場のアイデアを取りまとめ、主役交代を機にこれまでの反省点を一気に修正し、番組をリニューアルすることで継続を決めた。これが功を奏し、番組は第14話から登板した藤岡の劇団NLT時代の同期である佐々木剛演じる一文字隼人 / 仮面ライダー2号の人気で社会現象となるほど、大ヒット作と化した。
『仮面ライダー』での本格復帰は第53話からだが、第40話・第41話にまだ足のケガが完治しない時期にゲスト出演という形で現場復帰を果たし、1971年末の桜島・霧島でのロケに参加する。この時、骨折箇所にはまだ金属パイプと固定用のボルトが入っており、傷口は絆創膏と包帯で抑えた状態だった。主治医からは「下手すると脚のパイプが曲がって抜けなくなるばかりか、一生歩けなくなるかもしれない」と猛反対されたが、藤岡は「この舞台を用意してくれたスタッフのため、それでも構わない」とロケを強行する。ただ、最初の撮影シーンがバイクに乗るスタントシーンで、目の前に事故を起こしたバイクが置かれていた時は「頭が真っ白になった」と語っている。撮影中には足から鉄棒が出かかって出血するなどしていたが、東京へ戻ってすぐレントゲン撮影で曲がっていないことが確認され、無事に除去手術が行われた。回復後の左脚はわずかに長くなってしまい、長年の腰痛の元になってしまったと自伝で述べている。本格復帰前の客演時の藤岡の傷はまだ完全には癒えていなかったが、以前と変わらない演技を見せていた。

#### 後年の活動
大きなアクシデントを乗り越えて『仮面ライダー』で全国的に知名度が上がったものの、藤岡はあまりの人気ぶりに、当初は自分自身がそのイメージで固定されてしまうのを怖れたほどだった。こうした理由もあり、後の仮面ライダーシリーズでは、本郷役での客演は少ない。
ただ、本人は自分の役者としての飛躍が『仮面ライダー』をきっかけにしたものであることは当時から忘れておらず、俳優として地歩を築くことに成功した現在では、「『仮面ライダー』は僕の青春でした」と語り、ゲームソフトなどでも本郷を演じている。また、「自分の代わりに怪我をしてくれたアクションチームの裏方のみんなを差し置いて、ヒーロー役だったということで今さら自分だけが表に出るわけにはいかないと思った」とも後年語っていた。
2001年、映画『劇場版 仮面ライダーアギト PROJECT G4』では、本郷とは明示されていないものの警視総監役で出演し、主人公・津上翔一らに「今の俺にできないことをやってくれ」と激励するという、仮面ライダー1号からのメッセージともとれる意味深な台詞で話題となった。
2005年9月、11月11日から13日まで福岡市で開催されたイベント「FUKUOKAヒーローフェスタ2005 国際ヒーロー映画祭」の実行委員長に就任する。イベント前の記者会見では「子供たちに夢と希望と生きる勇気を与えてきたヒーローの復権を訴えたい」と語った。開催期間中に行われた屋外ステージでのセレモニーでは真剣で8本の巻藁を切り落とし、トークショーでは盟友ショッカーO野の進行で往年の映像を交えながら自らの人生を熱く振り返り、最後には「レッツゴー!! ライダーキック」を熱唱した。
2011年4月1日公開の『オーズ・電王・オールライダー レッツゴー仮面ライダー』では、1号の声を担当する。声のみとはいえ、映像作品で1号を演じるのはテレビスペシャル『全員集合!7人の仮面ライダー』以来35年ぶりとなった。丸の内TOEIにて行われた舞台挨拶にも登壇してコメントを述べたが、壇上で同じく声の出演となった佐々木と宮内洋（風見志郎 / 仮面ライダーV3 役）がそれぞれ変身ポーズを披露した流れで、観客から「変身ポーズをみせてほしい」とのリクエストが出され始める。藤岡はうつむいて困ったような仕草を見せたが、ちょうど隣にいた1号（のスーツアクター）が機転を利かせ、藤岡に代わってポーズを披露して事なきを得る一幕があった。
2011年に発売された『ウルトラマンVS仮面ライダー』のBD/DVD版では、1993年のビデオ版発売当時には実現できなかった、ハヤタ隊員 / ウルトラマンを演じた黒部進との対談および記者会見の模様が収録された。
2014年3月29日公開の劇場版『平成ライダー対昭和ライダー 仮面ライダー大戦 feat.スーパー戦隊』では、『全員集合!7人の仮面ライダー!!』以来38年ぶりに本郷役を演じた。変身シーンでは「自分の歴史がよみがえり、血が騒いだ。不思議なもので体は覚えていたんですね。演じるというより、本郷はそのままの自分。何とも言えない感動がありました」と感慨深げに感想を語っている。
2016年3月26日公開の映画『仮面ライダー1号』では、本郷役で44年ぶりに出演したうえ、企画から参加した。撮影当時には69歳にしてスタントマンを使わずにアクションを演じており、本編冒頭で暴漢を返り討ちにしている。
2016年3月30日・4月8日に日本テレビで放送されたトーク番組『（秘）荷物！開封バラエティー ビックラコイタ箱』では、「歴代の仮面ライダー俳優」として藤岡が佐野岳（葛葉 紘汰 / 仮面ライダー鎧武 役）や竹内涼真（泊進ノ介 / 仮面ライダードライブ 役）と共に2週に渡って出演し、藤岡については『仮面ライダー1号』や45年前のバイクスタントにまつわる話題、ガンアクション作品や漫画家・村枝賢一との交流にまつわる話題が紹介された。なお、4月8日放送分の最後では、藤岡が佐野と竹内に「仮面ライダーの火を消すんじゃないぞ」と告げている。
2021年7月22日公開の映画『セイバー+ゼンカイジャー スーパーヒーロー戦記』で再び本郷猛／仮面ライダー1号を演じ、さらに同年12月17日公開の映画『仮面ライダー ビヨンド・ジェネレーションズ』では、長男の藤岡真威人も本郷猛／仮面ライダー1号を演じ、親子揃って本郷猛を演じた。

#### その他
1995年11月、愛媛県久万町で新たな2つの小惑星が発見され、2000年（平成12年）3月にそれぞれ「12408 Fujioka（藤岡）」「12796 Kamenrider（仮面ライダー）」と名付けられた。これは、藤岡が久万町出身であることと、『仮面ライダー』に因んだもの。

### 藤岡弘、探検シリーズ
近年、藤岡の幅広い人気を決定的にしたのはテレビ朝日の『スイスペ!』枠で不定期に放送された「藤岡弘、探検シリーズ」である。もともと同局では1978年（昭和53年）3月から『水曜スペシャル』枠で俳優・川口浩を探検隊長に「川口浩探検隊シリーズ」が放送されており人気番組となったが、1985年（昭和60年）10月に同局の『アフタヌーンショー』で発覚した「やらせリンチ事件」の影響や、川口のがん発病もあり、同年11月に終了。その後、川口が1987年（昭和62年）11月17日に死去したことで自然消滅の状態になっていた。しかし、探検シリーズ復活を希望する声が途絶えないことと、藤岡のワイルドなイメージや以前から旅番組や海外紀行番組を通じて、旅好き・アウトドア好きは知られていたこともあり、藤岡を2代目隊長に起用し2002年（平成14年）12月25日に復活。「藤岡弘、探検隊」はこれまでに6度の探検を行っている。
全6回の平均視聴率（関東）が9.7%と、高視聴率には至らなかったが、これ以降、川口に代わり「隊長といえば藤岡弘、」と広く認知され、パブリックイメージ、タレント・キャラとして浸透することとなった。バラエティ番組などに出演する際のスタイルとして、サファリ・ルックやサバイバルベストが定番となったのもこのころからである。結局、2005年（平成17年）3月19日の第6弾が事実上の最終作となった。また、2014年現在まで再放送などの機会は得られていない。単発では2009年（平成21年）2月1日に放送された『よゐこの無人島0円生活』（テレビ朝日開局50周年記念番組）内のコーナーとして4年振りに復活している。
1. 今夜復活! あの伝説の探検隊が帰ってきた! アマゾン奥地1500km! テラプレータの密林に 謎の猿人 ジュンマは実在した!（2002年12月25日放送）
2. ベトナム奥地ラオス国境密林地帯に呪われた竜の使い人食いヅォンドゥーは実在した（2003年4月9日放送）
3. 失われた大地…南米ギアナ高地の洞穴に謎の地底人クルピラは実在した！（2003年10月1日放送）
4. エチオピア奥地3000キロ！幻の白ナイル源流地帯！！古代裸族に人類の原点を見た！！（2004年1月2日放送）
5. アマゾン奥地6000km! 密林の恐怖 イプピアーラ 大追跡! これが半魚人伝説の正体だ!（2004年9月8日放送）
6. ミャンマー奥地 赤い密林縦走3000km! 伝説の野人 ナトゥーを追え!（2005年3月19日放送）

- 番外. 衝撃!無人島の大蛇伝説! 松の木よりもでかい蛇!（『よゐこの無人島0円生活』内にて放送。隊員は内藤大助&よゐこ）

また、『シルシルミシルさんデー』（テレビ朝日系）では探検シリーズのパロディとして、藤岡が企業や巷の謎を調査するコーナー「藤岡弘、探検隊」を、また同局の『ナニコレ珍百景』では自然界の珍百景を紹介する「探検珍百景」「ワイルド珍百景」、照英とコンビを組んでの「洞窟珍百景」などで藤岡がリポーターを務めている（どちらも不定期放送）。

### 交友関係
『仮面ライダー』でアクションを担当した大野剣友会に対しては、番組上は敵であるショッカーを演じていたが、共にアクションを作り上げた本当の仲間であると述べている。
『特捜最前線』で共演した二谷英明や荒木しげる、東映プロデューサーの平山亨や阿部征司らが死去した際には追悼のコメントを寄せた。2012年10月2日にはスケジュールの合間を縫って、入院中の平山を見舞っており、既に認知症を発症していた平山もこの時は状態が安定し、満面の笑みだったことが伝えられている。

## 出演作品

### テレビドラマ
NHK
- NHK劇場 / マイ・ポンコツ車（1967年、総合）
- はだれゆき（1973年、総合）
- 大河ドラマ（総合）
  - 勝海舟（1974年） - 坂本竜馬
  - 草燃える（1979年） - 三浦義村
  - おんな太閤記（1981年） - 織田信長
  - 春の波涛（1985年） - 奥平剛史
  - 春日局（1989年） - 織田信長
  - 花の乱（1994年） - 大内政弘
  - 真田丸（2016年） - 本多忠勝
  - どうする家康（2023年） - 織田信秀
- 銀河テレビ小説（総合）
  - さようならの夏（1975年） - 主演・二郎
  - 海辺の家族（1980年） - 繁太郎
- いごっそう段六（1976年、総合） - 長谷山
- 土曜ドラマ（総合）
  - 高層の死角（1977年） - 平賀高明
  - 松本清張シリーズ・一年半待て（1978年） - 岡島久男
  - 魂の夏（1980年)
- ドラマ人間模様 / 海峡（1981年、総合） - 下館岩男
- 雄気堂々 若き日の渋沢栄一（1982年、総合） - 尾高長七郎
- ファミリードラマ / 夢家族 （1985年 - 1986年、総合） - 八木浩太郎
- ビジネスマン空手道（1995年、総合） - 秋葉勘九郎
- 天才てれびくん / ザ・ゴーストカンパニー 第5話「ぼくは剣士だ!」 （1998年、教育）
- NHKドラマ館 / 余命半年（1998年、総合） 岩田純朗
- ズッコケ三人組（1999年、教育） - 平賀源内
- 連続テレビ小説 / あすか（1999年 - 2000年、総合） - 宮内禄太郎
- 新・ズッコケ三人組（2002年、教育） - 音羽警部補
- 僕の島/彼女のサンゴ（2008年、総合） - 大城大吉
- Q.E.D. 証明終了 第6回「賢者の遺産」（2009年、総合） - 龍門寺虎男

日本テレビ系列
- おんな川（1967年）
- ゴールドアイ（1970年） - 藤弘
- めくらのお市 （1971年） - 檜左近
- グランド劇場 / 三年前の約束 （1972年）
- 夫婦日記 ダーリンは意地っ張り（1973年）
- 人妻だから（1973年 - 1974年）
- 白い牙（1974年） - 主演・有光洋介
- 消えた巨人軍（1978年） - 主演・探偵 左文字進
- 木曜ゴールデンドラマ（よみうりテレビ）
  - 大誘拐（1981年） - 主演・戸並健次
  - 北アルプス脱獄誘拐事件（1981年）
  - 花嫁を求めて幾千里（1982年）
  - 知床の子 （1983年）
- 長七郎江戸日記スペシャル 天下を取れ! 仕掛けられた反乱（1988年） - 別木軍兵衛
- 五稜郭（1988年） - 松平太郎
- 火曜サスペンス劇場
  - 事件記者（1999年） - 堅田鉄平
  - 事件記者2（1999年） - 堅田鉄平
- 明日があるさ 第7話「健康ダイエット!!」（2001年） - マッスル佐々木
- ヒーローを作った男 石ノ森章太郎物語（2018年8月25日） - 藤岡弘（本人） 役

TBS系列
- 千葉周作 剣道まっしぐら（1970年 - 1971年）- 春太郎
- 私は忘れたい（1972年 - 1973年） - 哲次
- 思い橋（1973年） - 北晴彦
- 東芝日曜劇場
  - でんでん太鼓2 冬の巻（1973年） - 菅野吾郎
  - でんでん太鼓 結婚しますの巻（1974年）
  - うちのホンカン（1975年、北海道放送）
  - ガラスの向う側 （1979年）
  - 夢の蘭子（1980年）
  - 港町まごころ坂（1982年）
- 白い華燭（1975年） - 高木
- 平家伝説（1975年） - 浜田吾郎
- 仮面ライダーシリーズ - 本郷猛 / 仮面ライダー1号
  - 仮面ライダーストロンガー 第38話「出現! ライダー1号 2号!!」第39話「さようなら! 栄光の七人ライダー!」（1975年、毎日放送）
  - 全員集合!7人の仮面ライダー!!（1976年、毎日放送）
- 白い秘密（1976年 - 1977年） - 藤田和久
- うさぎ飛ぶ海（1977年）
- 愛の殺意（1979年）
- 熱い嵐（1979年） - 前田正名
- 望郷の星 長谷川テルの青春（1980年）
- 関ヶ原（1981年） - 加藤清正
- 義経北走（1986年）
- 月曜ミステリー劇場
  - 上条麗子の事件推理 死を呼ぶ離婚慰謝料!（2001年） - 吉川寛平
  - 上条麗子の事件推理2 死を呼ぶ早期退職者（2002年） - 吉川寛平
  - 上条麗子の事件推理3 死を呼ぶ遺産相続（2003年）
  - 上条麗子の事件推理4 死を呼ぶ老後資金（2004年）
- 3年B組金八先生 第6シリーズ（2001年 - 2002年） - 鶴本佑介
- 水戸黄門 第30部 第4話「殿を殴った指南役 -松島-」（2002年） - 又部弥七郎

フジテレビ系列
- 愛のはじまるとき（1973年）
- 新選組（1973年） - 藤田精一郎
  - 第1話「芹沢鴨死す 豪雨止まず」
  - 第6話「三条大橋に黒い人影」
- 霧氷（1977年）
- 汽笛が響く!（1978年） - 主演・宮崎康平
- 時代劇スペシャル / 二人の武蔵 - 岡本武蔵
- 望郷 美しき妻の別れ（1983年） - 石泊守幸
- カバチタレ! 第5話「免停と交通違反キップで警察と対決!」 第11話「セクハラ男に置き去られ結婚式で恥をかく」（2001年） - さわやかなライダー
- ルパンの娘（2019年） - 桜庭和一

NET→テレビ朝日系列
- 仮面ライダーシリーズ
  - 仮面ライダー（1971年 - 1973年、毎日放送） - 主演・本郷猛 / 仮面ライダー[注釈 20]
  - 仮面ライダーV3（1973年 - 1974年、毎日放送） - 本郷猛 / 仮面ライダー1号
- さすらいの狼 第13話「死の追跡」（1972年）
- ご存知時代劇 / 赤城の子守唄 （1973年） - 板割りの浅太郎
- 新・二人の事件簿 暁に駆ける! 第5話「眼には眼を」（1976年）
- 愛と死の夜間飛行 （1977年） - 主演・洋一
- 特捜最前線（1977年 - 1987年） - 桜井哲夫
- 土曜ワイド劇場
  - ある誘拐 裁かれる刑事
  - 白銀の死闘 鮮血のシュプール（1979年）
  - 京都神戸殺人事件（1988年） - 中川
  - おんな秘密調査員・立花江梨子（1992年） - 笠井実
- 鬼麿斬人剣 天下無双の刀鍛冶（1995年） - 清原彦右衛門
- 熱血!周作がゆく（2000年） - 中西忠兵衛

テレビ東京系列
- オジロの海（1990年） - 主演・龍岡逞也
- 月曜・女のサスペンス / 復讐岬に舞う真紅のバラ（1990年7月）
- 平成就職物語（1992年）
- 徳川剣豪伝 それからの武蔵（1996年） - 柳生十兵衛
- 事件・市民の判決 第10話「岐路」（1996年）
- ボイスラッガー第7話「危うしスーパーヒーロー! 吠える大捜査線」（1999年） - ヒロシ
- トミカヒーロー レスキューファイアー（2009年 - 2010年） - 世界消防庁長官 刑部零次

### 映画
- アンコ椿は恋の花（1965年） - 猛[注釈 21]
- 若いしぶき（1965年） - 主演・夏川啓一
- 血と掟（1965年） - 町田雄一
- やさぐれの掟（1965年） - ツトム
- さよならはダンスの後に（1965年） - 池原隆一
- 青雲やくざ（1965年） - 早川
  - 続青雲やくざ 怒りの男（1965年） - 良太
- 日本ゼロ地帯 夜の狙え（1966年） - 恭二
- 涙の連絡船（1966年） - 鈴木正太
- 雨の中の二人（1966年） - 魚源ひろし
- 天下の快男児（1966年） - ゴン
- 東京無宿（1966年） - 伸一
- 「青春の言葉」より 風にきけ雲にきけ（1966年） - 汐見泰平
- かあちゃんと11人の子ども（1966年） - 吉田耕
- 男の顔は履歴書（1966年）
- スチャラカ社員（1966年） - テキサス・リース日本支社社員
- 熱い血の男（1966年） - 五郎
- シンガポールの夜は更けて（1967年） - 陳
- あゝ君が愛（1967年） - 北村宏之
- 宴（1967年） - 小三郎
- 宇宙大怪獣ギララ（1967年） - 月ステーション通信員
- また逢う日まで 恋人の泉（1967年） - 藤浦昇
- 小さなスナック（1968年） - 三橋昭
- 初恋宣言（1968年） - 松岡
- コント55号と水前寺清子の神様の恋人（1968年） - 岩野純一
- 落葉とくちづけ（1969年） -ジュン
- コント55号と水前寺清子のワン・ツウー・パンチ 三百六十五歩のマーチ（1969年） - 谷口順吉
- チンチン55号ぶっ飛ばせ!! 出発進行（1969年） - ヘルメットの青年
- 夕陽が呼んだ男（1970年） - 相良秀司
- 仮面ライダーシリーズ
  - 仮面ライダー対ショッカー（1972年） - 主演・本郷猛 / 仮面ライダー
  - 仮面ライダー対じごく大使（1972年） - 主演・本郷猛 / 仮面ライダー
  - 仮面ライダーV3対デストロン怪人（1973年） - 仮面ライダー1号の声
  - 劇場版 仮面ライダーアギト PROJECT G4（2001年） - 警視総監
  - オーズ・電王・オールライダー レッツゴー仮面ライダー（2011年） - 仮面ライダー1号の声
  - 平成ライダー対昭和ライダー 仮面ライダー大戦 feat.スーパー戦隊（2014年） - 本郷猛 / 仮面ライダー1号
  - 仮面ライダー1号（2016年） - 主演・本郷猛 / 仮面ライダー1号[注釈 22]
  - セイバー+ゼンカイジャー スーパーヒーロー戦記（2021年） - 本郷猛 / 仮面ライダー1号[63]
- 野獣狩り（1973年） - 主演・舟木明
- 日本沈没（1973年） - 小野寺俊夫[64]
- 野獣死すべし 復讐のメカニック（1974年） - 主演・伊達邦彦
- エスパイ（1974年） - 主演・田村良夫[64]
- 東京湾炎上（1975年） - 館次郎[64]
- 大空のサムライ（1976年） - 坂井三郎[64]
- 恋の空中ぶらんこ（1976年） - 松野英一郎
- 錆びた炎（1977年） - 北原警部
- SFソードキル（1984年） - 主演・多賀義光 ※アメリカ映画
- 香港・東京特捜刑事（1988年） - 藤岡弘 ※香港映画
- K2/ハロルドとテイラー（1991年） - 清水タカネ ※アメリカ映画
- ゴト師株式会社（1993年） - 菅原
- 愛について、東京（1993年） - 遠藤
- ヤマトタケル（1994年） - クマソタケル[65][66]
- La VIE 共生!（1995年） - 清石
- SHOGUN COP（1999年） - 真田 ※日米合作
- さくや妖怪伝（2000年） - 榊備前守芳明
- ホーム・スイート・ホーム2 日傘の来た道（2003年） - 鉄庵
- ファンタスティポ（2005年） - 武田芳郎
- 逆境ナイン（2005年） - 校長
- いらっしゃいませ、患者さま。（2005年） - 三島武雄
- 恋まち物語（2005年）
- 恋するトマト（2006年） - 勇作
- I am 日本人（2006年） - ジョージ
- かにゴールキーパー（2006年） - 藤村
- 日本以外全部沈没（2006年） - 防衛庁長官・石山新三郎
- ユメ十夜 第八夜（2007年） - 夏目漱石
- トミカヒーロー レスキューフォース 爆裂MOVIE マッハトレインをレスキューせよ!（2008年） - 刑部零次 / R0
- 劇場版 ルパンの娘（2021年） - 桜庭和一
- サムライソードフィッシュ（2022年） ※ショートフィルム
- 近江商人、走る!（2022年） - 大津藩主
- ひとつの空（2024年） - 師範[67]

### オリジナルビデオ
- ウルトラマンG 第1話 - 第6話（1990年） - ナレーター
- 汚れし者の伝説（1991年）
- ブラック・ジャック（1996年） - 本間丈太郎
- 仮面ライダー メモリアル（1998年） - ナレーター
- 必殺! バトルロード 妖剣女刺客 （2005年）

### 声優

#### テレビアニメ
- クレヨンしんちゃんスペシャル 野原ひろし探検隊 秘境に秘書だけの村を見た（2003年） - 本人役

#### OVA
- まんがビデオ 仮面ライダー（1999年） - 本郷猛 / 仮面ライダー1号
- アーケードゲーマーふぶき（2002年） - ギュラシック団首領
- LAST ORDER FINAL FANTASY VII（2005年） - ザンガン

#### 劇場アニメ
- 劇場版ポケットモンスター アドバンスジェネレーション ポケモンレンジャーと蒼海の王子 マナフィ（2006年） - ファントム船長
- 真救世主伝説 北斗の拳ZERO ケンシロウ伝（2008年） - ナレーション

#### ゲーム
- サクラ大戦 帝撃グラフ（1998年） - スペシャルサンクス（CM出演）
- せがた三四郎 真剣遊戯（1998年） - せがた三四郎
- せがた三四郎 超人伝説（1998年） - せがた三四郎
- シェンムー 一章横須賀（1999年） - 芭月巌
- 仮面ライダーシリーズ
  - 仮面ライダー（1998年） - 仮面ライダー1号
  - 仮面ライダーV3（2000年） - 仮面ライダー1号
  - 仮面ライダー 正義の系譜（2003年） - 本郷猛 / 仮面ライダー1号
  - 仮面ライダー バトライド・ウォー創生（2016年） - 本郷猛 / 仮面ライダー1号
  - 仮面ライダーバトル ガンバライジング（2016年） - 仮面ライダー1号
  - 仮面ライダーバトル ガンバレジェンズ（2023年） - 仮面ライダー1号
- 熱闘ゴルフ（2000年） - せがた三四郎
- シェンムーII（2001年） - 芭月巌
- フードフォース（2005年） - 食糧援助チームの隊長[68]
- キングダム ハーツII（2005年） - シャン・ユー
- PROJECT X ZONE 2:BRAVE NEW WORLD（2015年） - せがた三四郎[69]
- ファイナルファンタジーVII リバース（2024年） - ザンガン[70]

#### パチンコ・パチスロ
- 仮面ライダーシリーズ - 本郷猛 / 仮面ライダー1号
  - CR仮面ライダー（2004年）
  - 仮面ライダーDX（2007年）
  - CRぱちんこ仮面ライダー ショッカー全滅大作戦（2007年）
  - CRぱちんこ仮面ライダーMAX Edition（2009年）
  - 仮面ライダー UNLIMITED（2014年）
  - ぱちんこ 仮面ライダー 轟音（2020年）
- CR我 藤岡弘、柳生十兵衛見参（2008年） - 柳生十兵衛

#### 吹き替え
- ドラゴン危機一発（チェン・チャオワン） - ブルース・リー
- ムーラン（シャン・ユー） - ディズニーアニメーション。

### 情報番組
- 第49回NHK紅白歌合戦（NHK総合・ラジオ第1、1998年） - せがた三四郎
- 熱中時間 忙中"趣味"あり（NHK BS2、2004年 - 2010年）
- 藤岡弘、探検シリーズ（テレビ朝日、2002年 - 2005年）
- おもいッきりイイ!!テレビ（日本テレビ、2007年 - 2009年）月曜日『食材バカ一代』リポーター
- わけもん!GT（宮崎放送、2011年 - ）レギュラー[71]

### バラエティ
- ダウンタウンのごっつええ感じ（1997年4月 - 11月、フジテレビ）※コーナーレギュラー
- 深夜戦隊ガリンペロ（2002年10月26日 - 2003年3月22日、フジテレビ）
- @サプリッ!（2004年4月4日 - 2005年9月25日、日本テレビ）※「男前ニュースコーナー」に出演
- ヴァケスケ（フジテレビ、2006年3月終了）※準レギュラー
- シルシルミシルさんデー（2008年10月8日 - 2011年9月28日、テレビ朝日）※「藤岡弘、探検隊」コーナー。不定期
- ナニコレ珍百景（2013年 - 2016年3月、テレビ朝日）※ワイルド珍百景、洞窟珍百景、他レポーター。不定期
- さよなら、フーテン人生〜フーテン達が自分を変える720時間山ごもり〜（2016年10月19日 - 12月7日、日本テレビ）※番組ナビゲーター
- I LOVE みんなのどうぶつ園（2020年 - 、日本テレビ）※「日本犬を育てる」担当[72]、準レギュラー
- 秘密のケンミンSHOW（読売テレビ）※不定期出演
- 有吉反省会（日本テレビ）※不定期出演
- えぇトコ（NHK大阪）※不定期出演
- サタデープラス（毎日放送）※「藤岡弘、の3分散歩」コーナー レポーター
- 人生最高レストラン（2024年8月17日、TBS） - ゲスト[73][74]
- すてきにハンドメイド「手芸で巡る世界旅 北欧 ボスニアンクロッシェ」（2024年11月2日、NHK Eテレ）

### ドキュメンタリー
- 海を越えた侍たち〜藤岡弘、がブラジルで見つけた日本人の心〜（2014年）

### ラジオ
- コージー・ポップ・フィールド（エフエム東京）
- 帰りたいサラリーマン 第7・8話（2024年10月5日・12日、RKBラジオ） - プロフェッサーH 役[75]
- ニッポン放送開局70周年記念 NEXT STAGEへの提言Ⅱ「#22 藤岡弘、」（2025年3月13日、ニッポン放送）[76]
- 藤岡弘、家族で語ろう（2025年4月6日 - 、ニッポン放送） - パーソナリティ

### CM
- シック・ジャパン - インジェクター（1972年）
- 日産自動車 - 日産・バイオレット（1976年）
- 青山商事（1980年）
- 日本コカコーラ - リアルゴールド（1982年）
- 洋服の青山
- KIRIN - アイスビール（1995年）
- POLA - バランスアップ（1996年）
- ネスレ日本
  - フリスキー ワンプチ（1997年）
  - ネスカフェ サンタマルタX（2003年）
- セガ セガサターン（1997年 - 1998年） - せがた三四郎 役
- オートレース（1999年 - 2000年）
- モランボン - キムチチゲの素（2000年）
- 静岡県 - 交通安全キャンペーン（2005年 - 2006年）
- 資生堂 - uno（2005年）
- 京楽産業 - CRぱちんこ仮面ライダーショッカー 全滅大作戦（2007年）
- サントリー - ゼロナマ・「ティザー」編、「居酒屋」編（2008年）
- ゆうちょ銀行 - ゆうちょ家族（2010年）
- 第一三共ヘルスケア - カロヤンアポジカ∑プラス「髪の教え篇」編、「髪に喝篇」編（2011年）
- JARO - 「自己紹介」編、「電話」編（2012年 - 2013年）
- サントリー - ノコギリヤシ+セサミンE（2014年）
- JAR - 即PAT（2016年）
- 四電エナジーサービス株式会社 - でんのすけ・「でんのすけとの出会い」編、「歌うでんのすけ」編（2016年）
- ショップジャパン - デュアルソー ダブルカッター・「DIYオヤジ」編（2016年）
- エスビー食品 - 濃いシチュー（2016年）
- 日清食品 - 日清焼そばU.F.O. 「エクストリーム!ヤキソボーイ」編、「未確認藤岡物体襲来」編、「エクストリーム!ヤキソボーイ2」編、「売上NO1」編、「チョモランマU.F.O.」編（2017年-） - レジェンド・クロオビ
- ミクシィ - モンスターストライク、夏だ!モンともミッションキャンペーン・「肉の希少部位」編、「身代わりロボ」編（2018年）
- ミスズ - HANDA Watch World・「時計男」編、「ダジャレ」編（2018年）
- 東京都福祉保健局 - 東京都子育て支援キャンペーン「テンシン!」・「藤岡弘、」編（2018年）
- THE KING OF FIGHTERS ALLSTAR（2019年） - 覇王丸 役
- サントリー - クラフトボス「サテライトオフィス」篇（2019年）
- タウンワーク - タウンワーク誰かな？「遭遇」篇（2020年）
- カルビー×ロッテ - おかしな研究所（2020年） - 所長 役
- SEGA - セガ設立60周年プロジェクト「決意」篇（2020年） - セガハタンシロー（せがた三四郎）役
- メルカリ - 「メゾンメルカリ・心の中の男／メルカリ」篇、「メゾンメルカリ・心の中の男／まちのお店」篇（2020年）
- ソフトバンク - 5Gってドラえもん？「スタート」篇、「登場」篇、「インタビュー(ブルース・ウィリス)」篇、「タケコプター」篇、「タケコプター・大人ののび太」篇、「未来のしずか登場」篇、「未来のジャイアン・スネ夫登場」篇、「未来からの意見」篇、「スマホになったドラえもん」篇、「ドラミ登場」篇（2020年 -） - ドラえもん〈ブルース・ウィリス〉の声
- 新日本エネックス - 「ならば太陽光とは」篇[77]、「さすが蓄電池」篇[78]（2021年）
- リクルート - Airペイ「居酒屋」編（2023年）
- ニッスイ - 「わが家の麺自慢」シリーズ（2023年10月 - 2024年〈WEB動画PR〉、2024年10月〈TVCM〉 - ）※真威人と共演[79][80]
- 米久「御殿場高原あらびきポーク」（2024年6月 - ）[81]

### 玩具
- COMPLETE SELECTION MODIFICATION 変身ベルト・タイフーン（2022年5月） - 本郷猛 / 仮面ライダー1号

## 音楽

### シングル
- レッツゴー!! ライダーキック （1971年）※藤岡バージョンが収録されているのは初回盤のみ
- 夕陽没ちても（1972年）
- 愛の挽歌（1976年）
- 右手に枯れたバラ（1985年）
- セガサターン、シロ!（1998年）
- レッツゴー!! ライダーキック 〜2000 Ver.〜（2000年）
- 荒野のサムライ〜明日に向って走れ〜（2006年）
  - 荒野のサムライ〜明日に向って走れ〜
  - レッツゴー!! ライダーキック2006
  - 稲妻の魂 (アコースティック・バージョン)
  - 愛 part2

### アルバム
- 愛こそすべて 合掌、（2005年）

## 著書
- 『仮面ライダー 本郷猛の真実』 ぶんか社 1999年 ISBN 978-4-8211-0640-0
- 『サムライ学』 アスペクト 1999年 ISBN 978-4-7572-0431-7
- 『熱血・藤岡弘の「人生に喝!」』 ビジネス社 2002年 ISBN 978-4-8284-0969-6
- 『実践・五輪書-武道を通して学んだ宮本武蔵』 ビジネス社 2002年 ISBN 978-4-8284-1014-2
- 『愛と勇気と夢を持て!』 ごま書房 2005年 ISBN 978-4-7771-0257-0
- 『藤岡弘、の武士道入門』 並木書房 2009年 ISBN 978-4-89063-243-5[注釈 23]
- 『仮面ライダー＝本郷猛』 扶桑社 2009年 ISBN 978-4-594-05661-2
- 『藤岡イズム。』 無双舎 2011年 ISBN 978-4-86408-454-3
- 『藤岡弘、の人生はサバイバルだ。』 本の泉社 2012年 ISBN 978-4-7807-0748-9
- 『あきらめない』 メタモル出版 2014年 ISBN 978-4-89595-860-8